# Hajnallijn

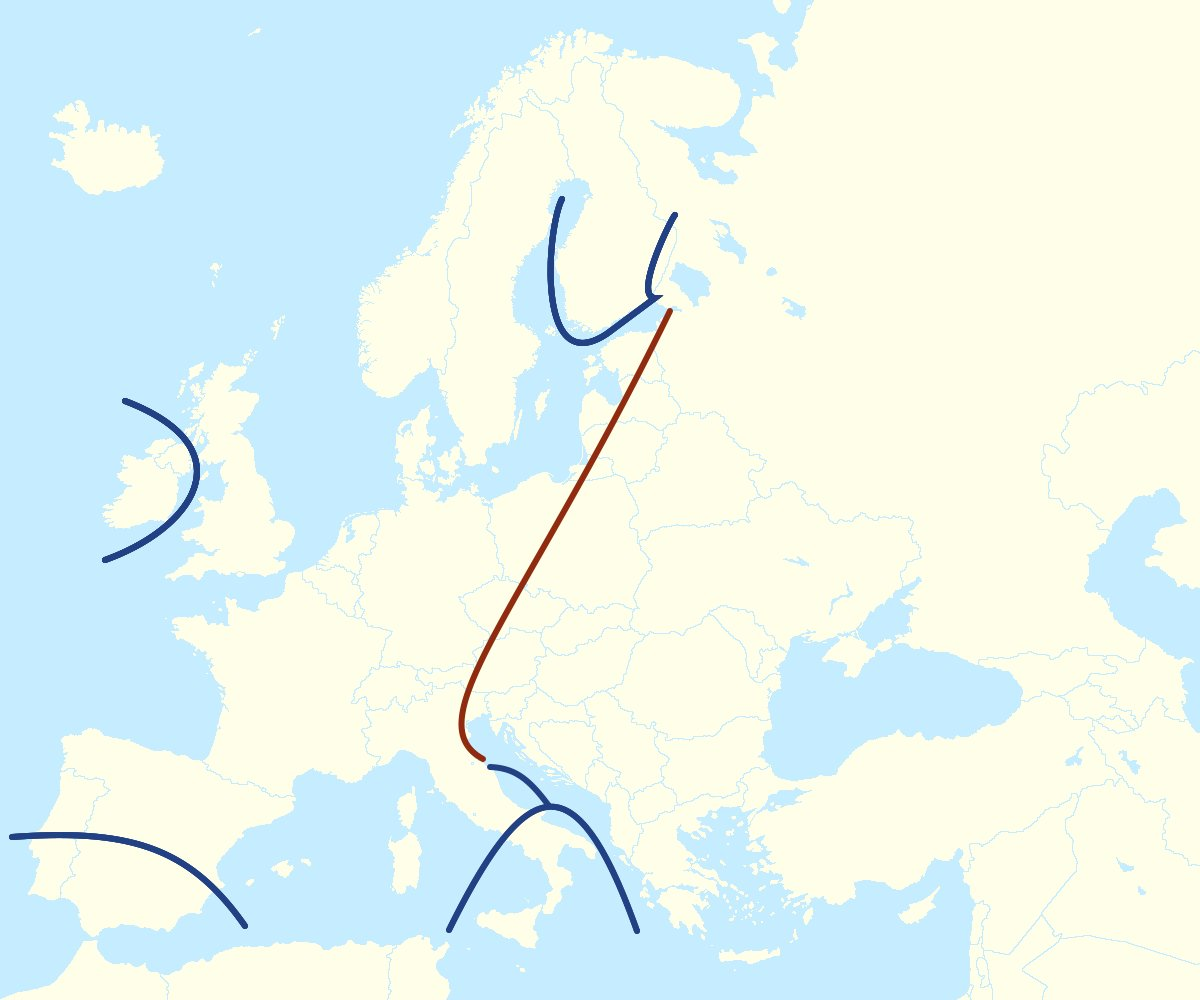
De rode lijn is de Hajnallijn. De donkerblauwe lijnen tonen de gebieden waar een hoog aantal huwelijken voorkomen, westelijk van de lijn

De Hajnallijn is een door John Hajnal in 1965 opgestelde denkbeeldige lijn die door Europa loopt en het continent verdeelt in twee gebieden waarin verschillende vormen van trouwgedrag voorkomen. 
De lijn loopt van Sint-Petersburg, Rusland, naar Triëst, Italië, en gaat terug tot in de zestiende eeuw. Analoge lijnen zijn, voor de twintigste eeuw, in andere werelddelen niet gevonden.
Hajnal stelde westelijk van de lijn een significant lager aantal huwelijken en dus ook een lager vruchtbaarheidscijfer vast, en een significant hoger aantal vrouwen dat laat of niet trouwt. Oostelijk van de lijn en in bepaalde gebieden aan de Middellandse Zee en Ierland was daarentegen een vroeg huwelijk de norm, en een hoog vruchtbaarheidscijfer ging samen met een hoog sterftecijfer.

## Overzicht
Ten westen van de lijn was de gemiddelde trouwleeftijd voor vrouwen 23 of meer en voor mannen 26, waarbij de gehuwden vaak van gelijkwaardige leeftijd waren. Een aanzienlijk deel van de vrouwen trouwde pas voor het eerst na hun dertigste, en 10 tot 20% van de volwassenen bleef ongetrouwd. Ten oosten van de lijn was de gemiddelde trouwleeftijd lager, verschilden de getrouwden sterker van leeftijd en was bijna iedereen getrouwd. 
Onderzoek na Hajnal heeft deze gegevens bevestigd en sindsdien wordt ook wel gesproken van het West-Europees huwelijkspatroon.

## Gevolgen
Het West-Europees huwelijkspatroon had een sterke beperking van het vruchtbaarheidscijfer tot gevolg, zeker als dit verbonden was met een laag aantal geboortes per huwelijk. Deze geboortebeperking was eerder een gevolg van het uitstellen van het trouwen dan van geboortebeperking binnen het huwelijk. 
Ten westen van de lijn was de periode tussen de menarche – gemiddeld op 12- tot 14-jarige leeftijd – en het eerste kind opvallend lang, namelijk zo'n tien tot twaalf jaar.